# Sancho Alfónsez
Sancho Alfónsez né vers 1093 mort le 29 mai 1108 est l'unique fils du roi Alphonse VI de León et de Castille, et de la princesse maure Zaida . Il est tué alors qu'il tentait de s'échapper du champ de bataille d'Uclés lors de sa première expédition militaire ce qui a précipité une crise de succession qui prendra fin avec l'avènement de sa demi-sœur aînée Urraque Ire de León et de son mari, Alphonse Ier d'Aragon, roi de Navarre et d'Aragon, au trône du Royaume de Castille - León.

## Biographie
Né avant ou après la mort de la reine Constance (1093). Certains historiens pensent que le roi Alphonse VI et Zaida ne se sont jamais mariés. D'autres historiens, comme Gonzalo Martínez Díez et Jaime de Salazar y Acha, pensent qu'ils se sont mariés en 1100, ce qui légitime Sancho Alfónsez comme héritier des royaumes chrétiens.
À sa mort, en 1108, le roi Alphonse VI réclame le corps de Sancho Alfónsez. Il est enterré au monastère royal de San Benito de Sahagún dans la Province de León. En raison du vandalisme, incendies, et pillages du monastère, les restes osseux, sont enterrés sous une pierre tombale avec une inscription latine : « Sancho fils du roi Don Alfonso VI, par mandat de son père, est venu ici de la ville d'Uclés, mort au combat en l'an 1108 contre les Maures ».

## A savoir
- À Uclés : En 2008, une rue nommée "Infante Sancho" est inaugurée à l'occasion du IXe centenaire de la bataille d'Uclés.